# Тенгиз (нефтегазовое месторождение)
Тенгиз (каз. Теңіз — «море») — гигантское нефтегазовое месторождение в Атырауской области Казахстана, в 350 км к юго-востоку от г. Атырау. Относится к Прикаспийской нефтегазоносной провинции. Открыто в 1979 году.
6 апреля 1991 года в эксплуатацию был введён нефтегазовый комплекс — Тенгизский нефтегазоперерабатывающий завод и промысел, что положило начало промышленной добыче на данном месторождении.
Вблизи месторождения имеется аэропорт местных воздушных линий Тенгиз.

## Характеристика месторождения
Залежи углеводородов расположены на глубине 3,8—5,4 км. Залежь массивная, рифогенного строения. Нефтеносность связана с отложениями средне-нижнекаменноугольного и девонского возрастов.

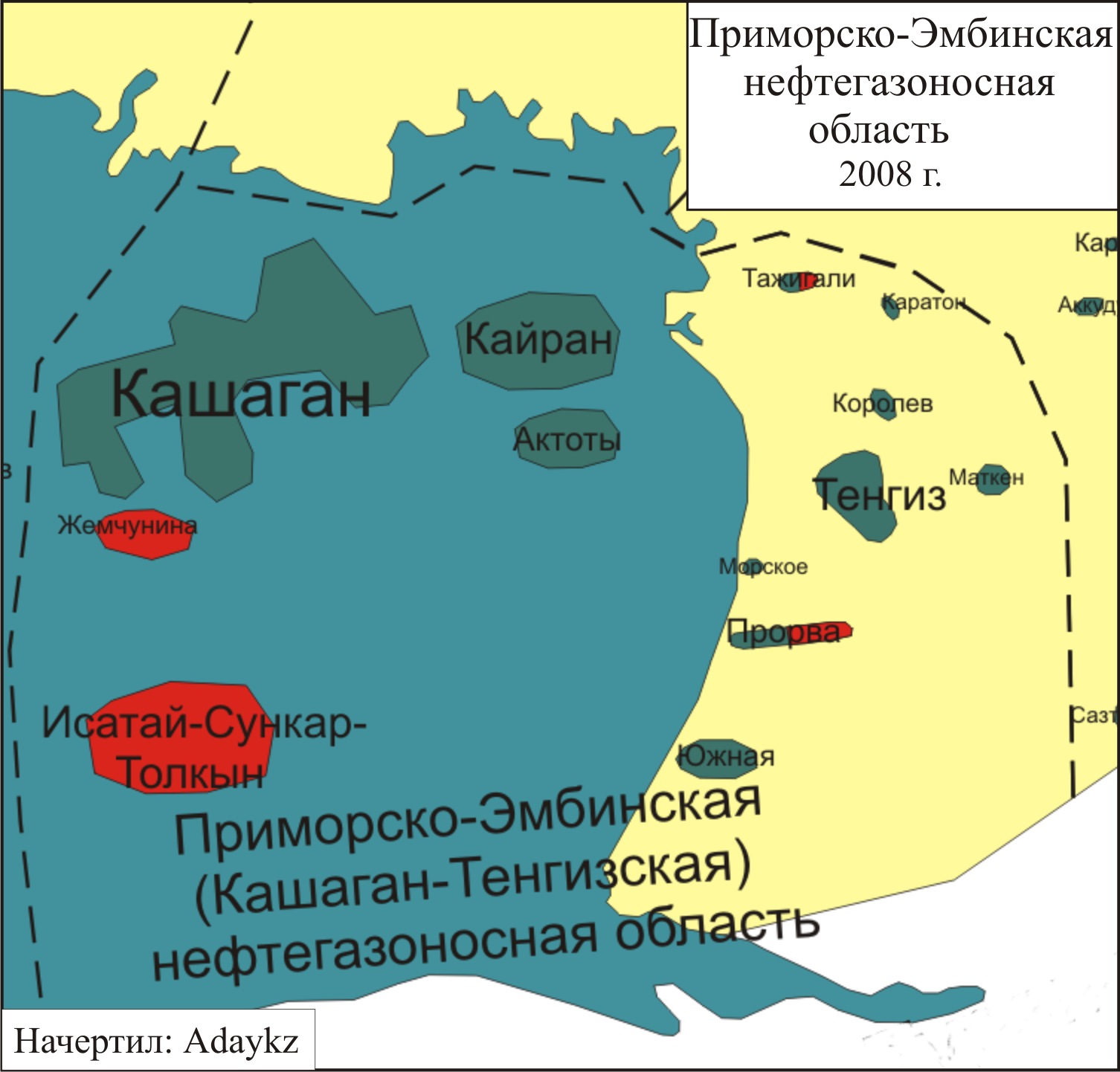

Коэффициент нефтенасыщенности 0,82. Начальный газовый фактор 487 мэ/мэ, начальный дебит нефти 500 м³/сут при 10 мм штуцере. Начальное пластовое давление 84,24 МПа, температура 105 °C.
Плотность нефти — 789 кг/м³. Нефть сернистая 0,7 %, парафинистая 3,69 %, малосмолистая 1,14 %, содержит 0,13 % асфальтенов.
Извлекаемые запасы месторождения оцениваются от 750 млн до 1 млрд 125 млн тонн нефти. Прогнозируемый объём геологических запасов составляет 3 млрд 133 млн тонн нефти. Запасы попутного газа оцениваются в 1,8 трлн м³.

## Разработка месторождений
В 1990 году при личном участии президента СССР Михаила Горбачёва и Нурсултана Назарбаева была заключена сделка по разработке нефтяного месторождения Тенгиз американской компанией «Шеврон» (Chevron).
В 1993 году правительство Казахстана учредило ТОО СП «Тенгизшевройл» совместно с «Chevron». Сегодня партнёрами являются уже четыре компании: АО НК «Казмунайгаз» (20 %), «Chevron Overseas» (50 %), «Exxon Mobil» (25 %) и «ЛукАрко» (5 %).
Изначально доля Казахстана составляла 50 %. Затем 25 % были проданы Exxon Mobil, а потом ещё 5 % были проданы «ЛукАрко». Соответственно, в распоряжении Казахстана осталась 20 % доля — передана в управление «Казмунайгазу».
Тенгиз занимает 2 место по запасам нефти в Казахстане (после Кашаганского месторождения).
Добыча нефти на Тенгизе в 2010 году составила 26 млн тонн.
СП принесло 58 % налоговых поступлений от нефтяных компаний Казахстана в 2023 г.
24 января 2025 г. Chevron сообщила о завершении расширения месторождения, намереваясь увеличить добычу в этом году примерно до 1 млн баррелей в день (1 % мировых поставок). Затраты на расширение, вероятно, составят около 49 млрд долл., в них входят строительство новой гавани на Каспийском море.

## Транспортировка нефти
С пуском в 2001 году Каспийского трубопроводного консорциума вся нефть Тенгиза пошла в Новороссийск, с этого момента появилась первая казахстанская марка нефти Tengiz. С ноября 2008 года Казахстан впервые начал экспорт казахстанской нефти через нефтепровод Баку — Тбилиси — Джейхан, а также после августа 2008 года возобновил отправку небольших объёмов нефти по железной дороге Баку — Батуми.
На фоне Вторжения России на Украину и последующих санкциях, российская сторона заявила что КТК был повреждён штормом. Аналитики выразили некоторые сомнения относительно российских утверждений об ущербе, причинённым штормом.

## Происшествия
В 1985—1986 годах на месторождении «Тенгиз» произошла авария. 23 июня 1985 года на скважине № 37 с глубины более 4 километров произошёл выброс нефти и газа в атмосферу. Горящий столб поднимался на высоту 200 метров. Работы по глушению гигантского пожара продолжались больше года и завершились только в июле 1986 года. Было испробовано множество способов погасить пламя, скважину удалось заглушить с помощью направленного взрыва изнутри. В атмосферу было выброшено 3,4 млн тонн нефти, 1,7 млрд кубометров газа (в том числе 516 тыс. сероводорода), 900 тыс. тонн сажи. Радиус отрицательного воздействия аварии достигал 400 километров.
В октябре 2006 года на месторождении произошла массовая драка турецких и казахских рабочих.
29 июня 2019 года произошла массовая драка между казахстанскими рабочими и рабочими из Ливана и Иордании, которые трудились в компании Consolidated Contracting Engineering and Procurement S.A.L Offshore (CCEP). Поводом для конфликта стала непристойная фотография, которую гражданин Ливии Эли Даудом опубликовал в «WhatsApp», однако один из рабочих заявил, что реальной причиной стало то, что казахстанские рабочие были недовольны неравными условиями труда. Позже аким Атырауской области Нурлан Ногаев подтвердил, что конфликт стал следствием различий в условиях труда для местных и иностранных рабочих.